# David Roberts (pittore)
David Roberts (Stockbridge, 24 ottobre 1796 – 25 novembre 1864) è stato un pittore britannico.

## Biografia
Nato a Stockbridge, presso Edimburgo, iniziò la propria attività unendo un lungo periodo di apprendistato presso un decoratore ad un intenso studio serale della storia dell'arte, soprattutto degli impressionisti e dei romantici. Nel 1820 conobbe il pittore Clarkson Stanfield, che lo introdusse agli ambienti del Pantheon di Edimburgo per la cui esposizione Exhibition of Works by Living Artists realizzò tre dipinti nel 1822. Nello stesso anno si trasferì a Londra, dove lavorò come scenografo per il Coburg Theatre. Nel 1824 partecipò all'esposizione della British Institution con una vista di Dryburgh Abbey ed inviò due opere alla prima esposizione della Society of British Artists, di cui divenne presidente nel 1831. Nello stesso autunno si recò in Normandia e realizzò alcune delle opere che l'avrebbero reso famoso, tra cui una veduta della Cattedrale di Rouen. Due anni dopo realizzò le scenografie originali per l'opera The Seraglio e per una pantomima di rievocazione della battaglia navale di Navarino.
Nel 1829 espose la sua prima opera con un proprio carattere, Departure of the Israelites from Egypt, in cui le caratteristiche salienti di quella che sarebbe stata la sua cifra stilistica iniziarono ad essere evidenti: tre anni dopo, iniziò i suoi viaggi in Spagna e specialmente a Tangeri, da cui tornò nel 1833 con un consistente portfolio di disegni, schizzi e studi. Da questi bozzetti, trasse alcune delle sue opere più popolari tra cui il suo Interior of Seville Cathedral, esposto alla British Institution nel 1834, alcune illustrazioni per il Landscape Annual del 1836 e i suoi Picturesque Sketches in Spain, riprodotti in litografia nel 1837.
Qualche anno più tardi, su pressione di Turner, abbandonò la pittura di paesaggio e il 31 agosto 1838 partì da Londra per l'Egitto con l'intenzione di raccogliere materiale per futuri dipinti. Giunse ad Alessandria il 24 settembre del 1838, qui «gli venne generosamente fornito tutto ciò di cui poteva aver bisogno» per ritrarre le scene e le cose che più lo affascinavano. «Il Nilo era in periodo di piena, condizione vantaggiosa per la spedizione». Gli venne concesso il permesso di entrare in qualsiasi Moschea desiderasse visitare, «privilegio che fino ad allora nessun Cristiano aveva mai ottenuto, ma ad una condizione: non doveva profanare la Moschea usando pennelli fatti di setola di maiale».
Realizzò sul posto numerosi disegni ed acquerelli che vennero venduti in patria ancora prima del suo ritorno, oltre agli schizzi preparatori di quelle che sarebbero state le sue più famose litografie. Venne ricevuto dal Muhammad Ali Pasha ad Alessandria il 16 maggio 1839, poco prima del suo ritorno a Londra.
Nel 1851, e successivamente nel 1853, si recò in Italia dove realizzò dove dipinse il Palazzo Ducale di Venezia, acquistato da Lord Londesborough, gli  Interni della Basilica di San Pietro a Roma nel Natale del 1853, e Roma dal Chiesa di Sant'Onofrio al Gianicolo, donato alla Royal Scottish Academy.
Passò gli ultimi anni della sua vita in patria, realizzando alcune vedute di Londra e del Tamigi: morì di un colpo apoplettico nella cattedrale di San Paolo mentre stava realizzando un dipinto del suo interno.

### Alcune opere

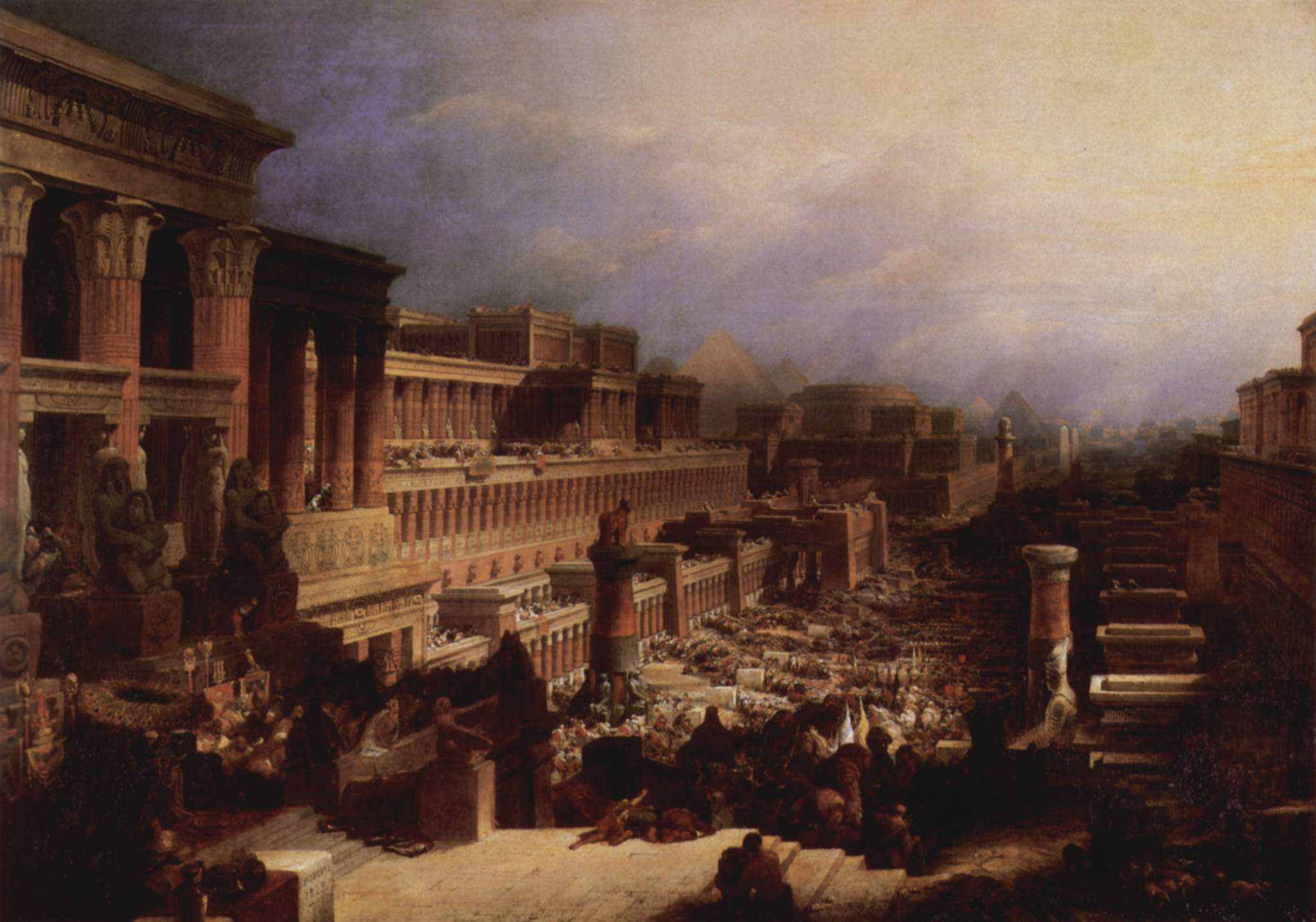
La partenza degli israeliti dall'Egitto (1829)
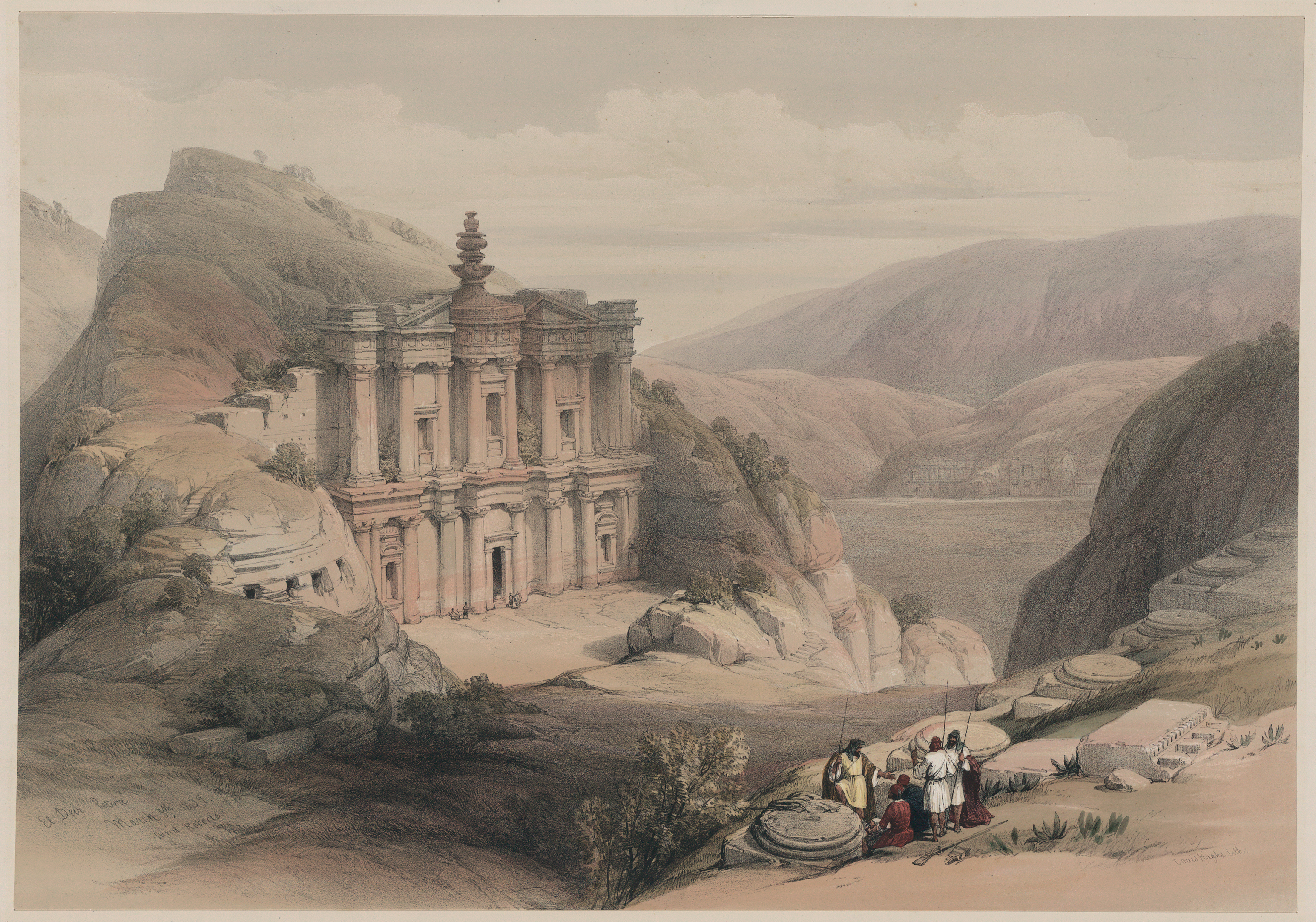
La facciata di El-Deir, Petra (1839)
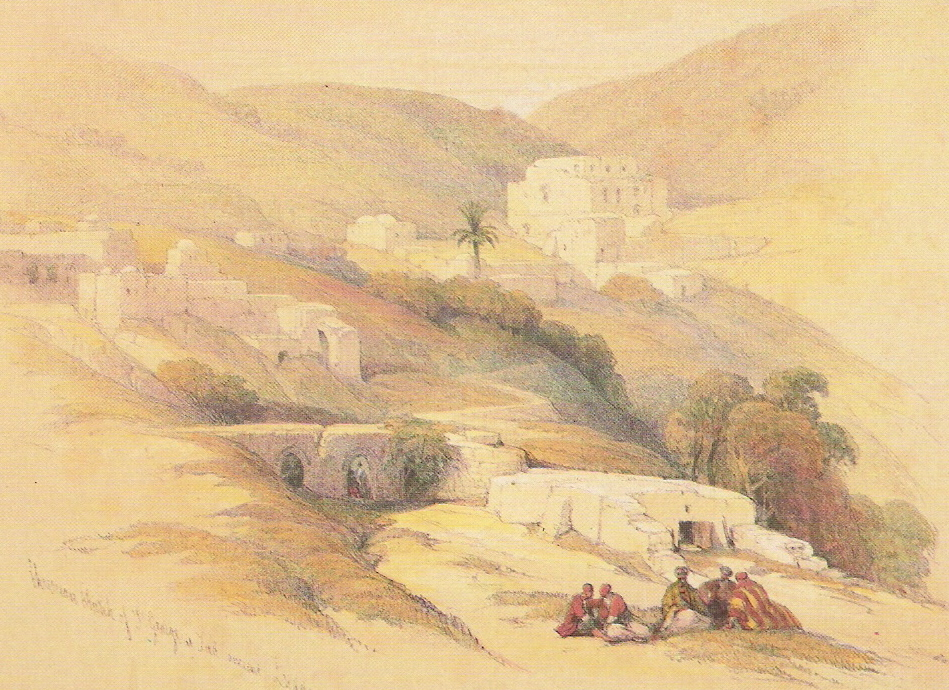
La chiesa di san Giorgio di Lydda (1839)
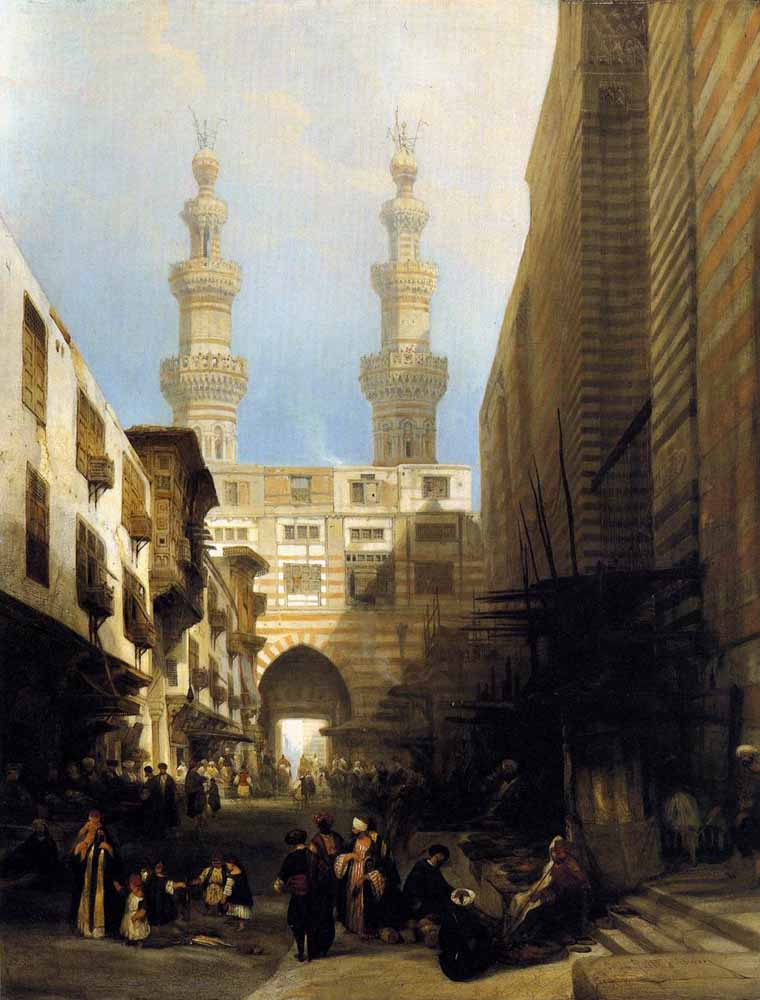
Una veduta del Cairo (1840)
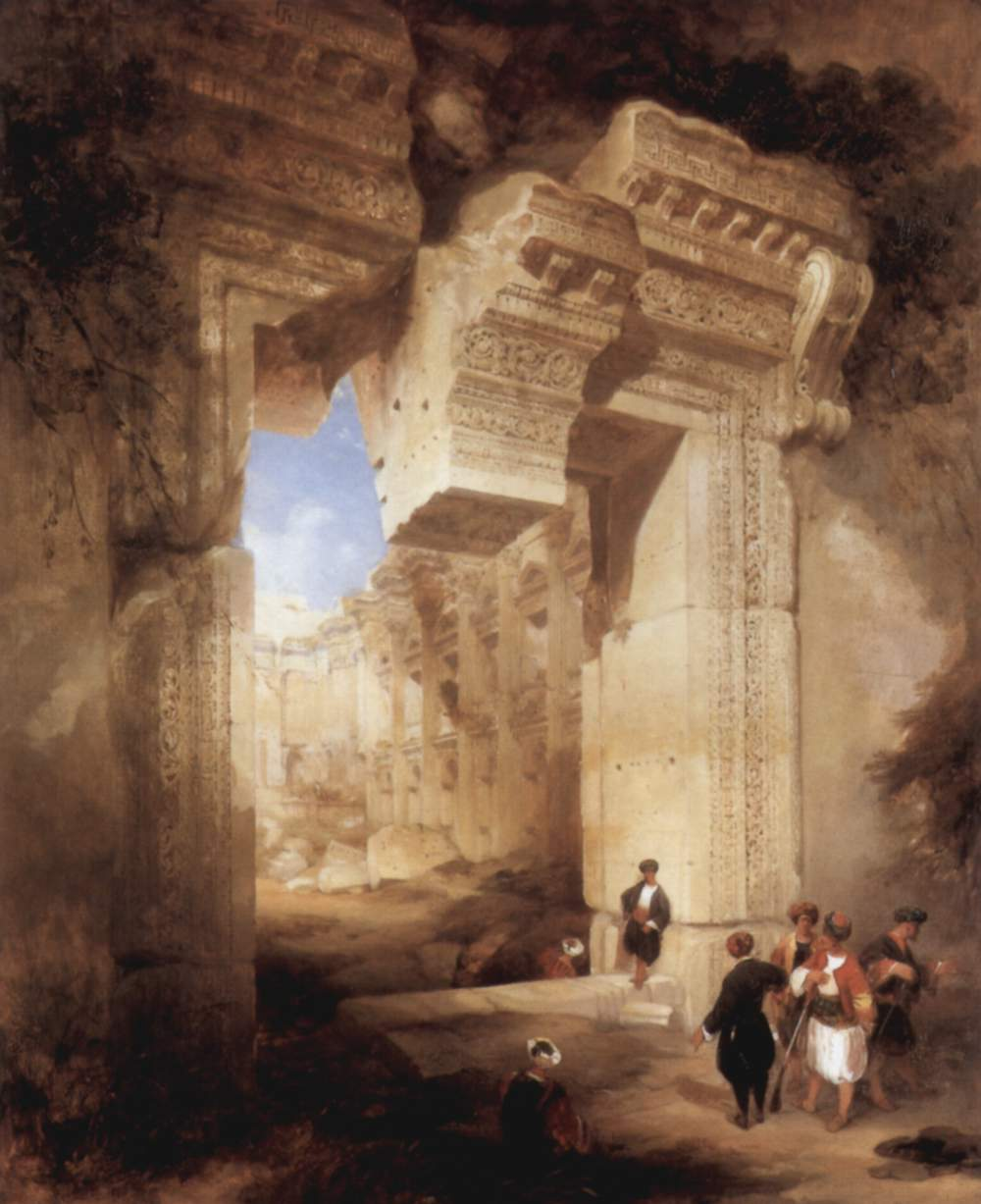
L'ingresso del grande tempio di Baalbek (1841)
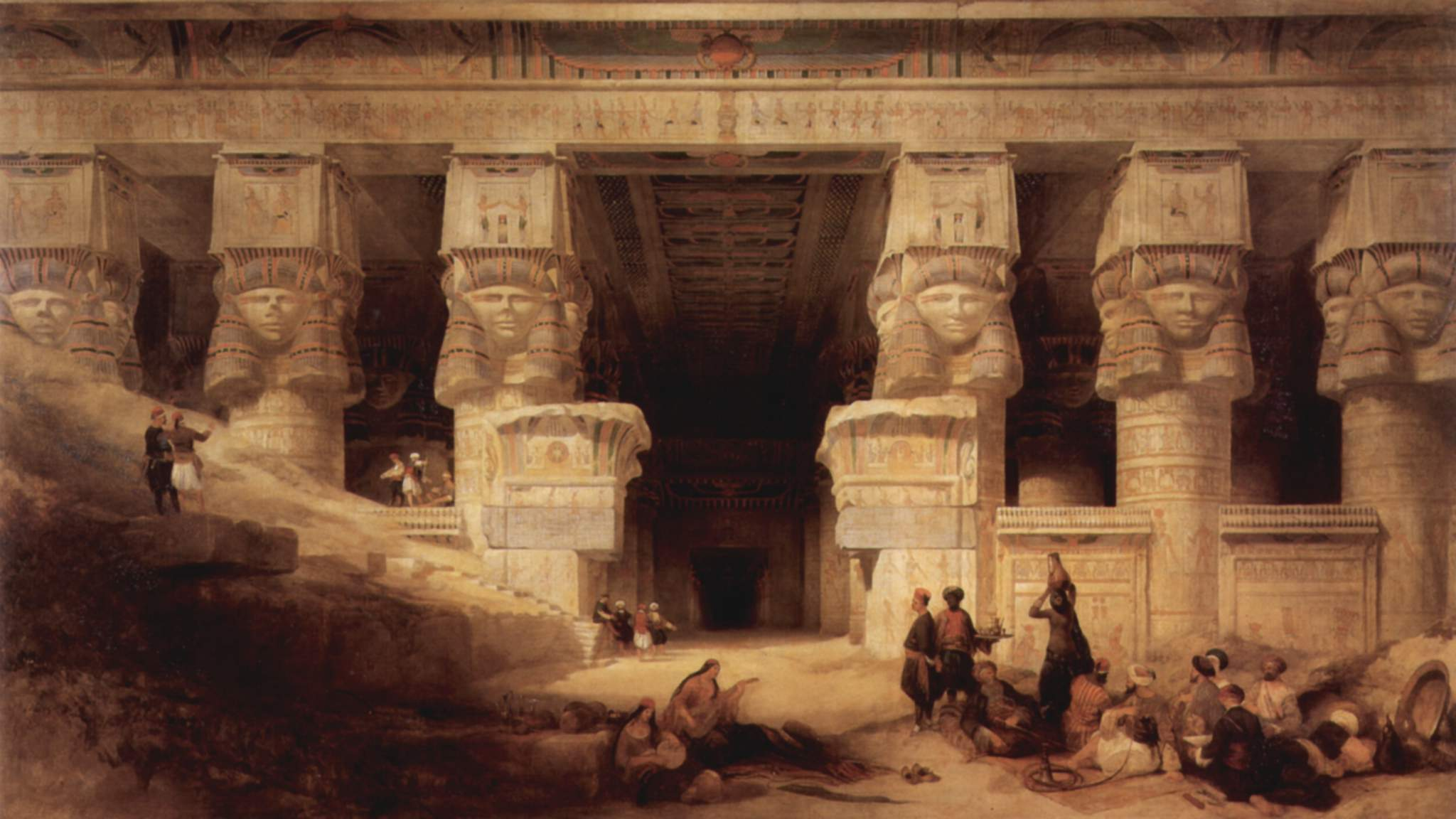
Il tempio di Dendera (1841)
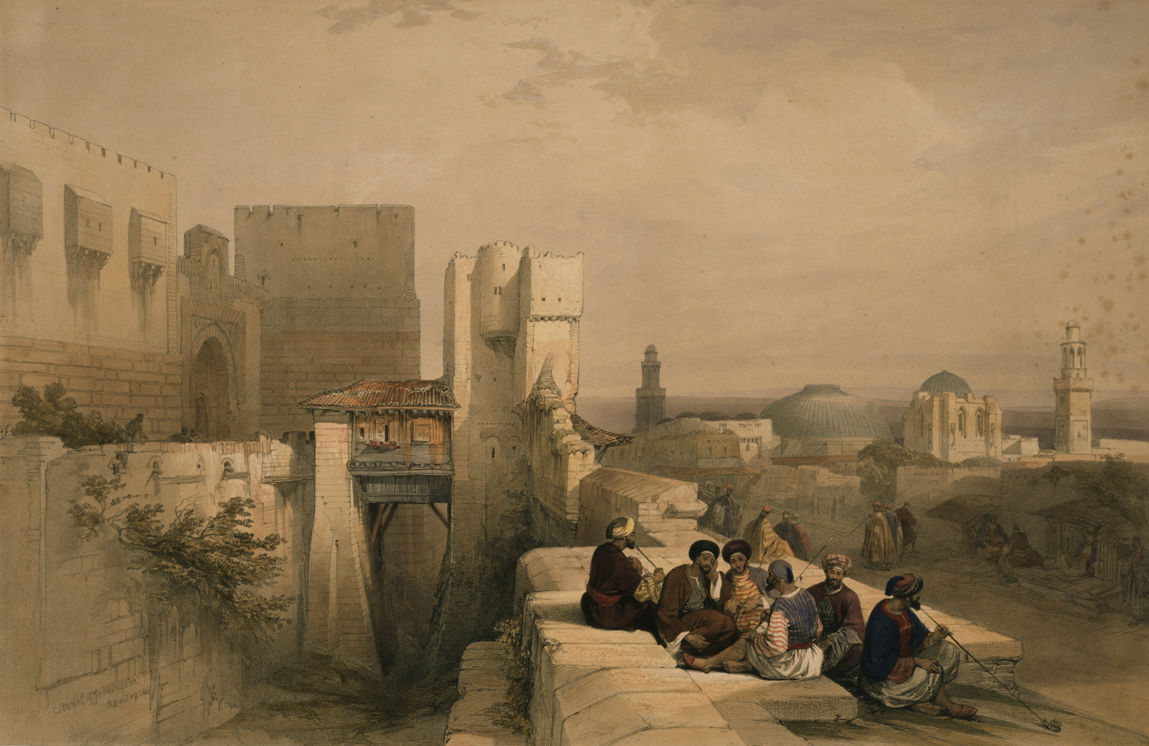
Gerusalemme (1841)
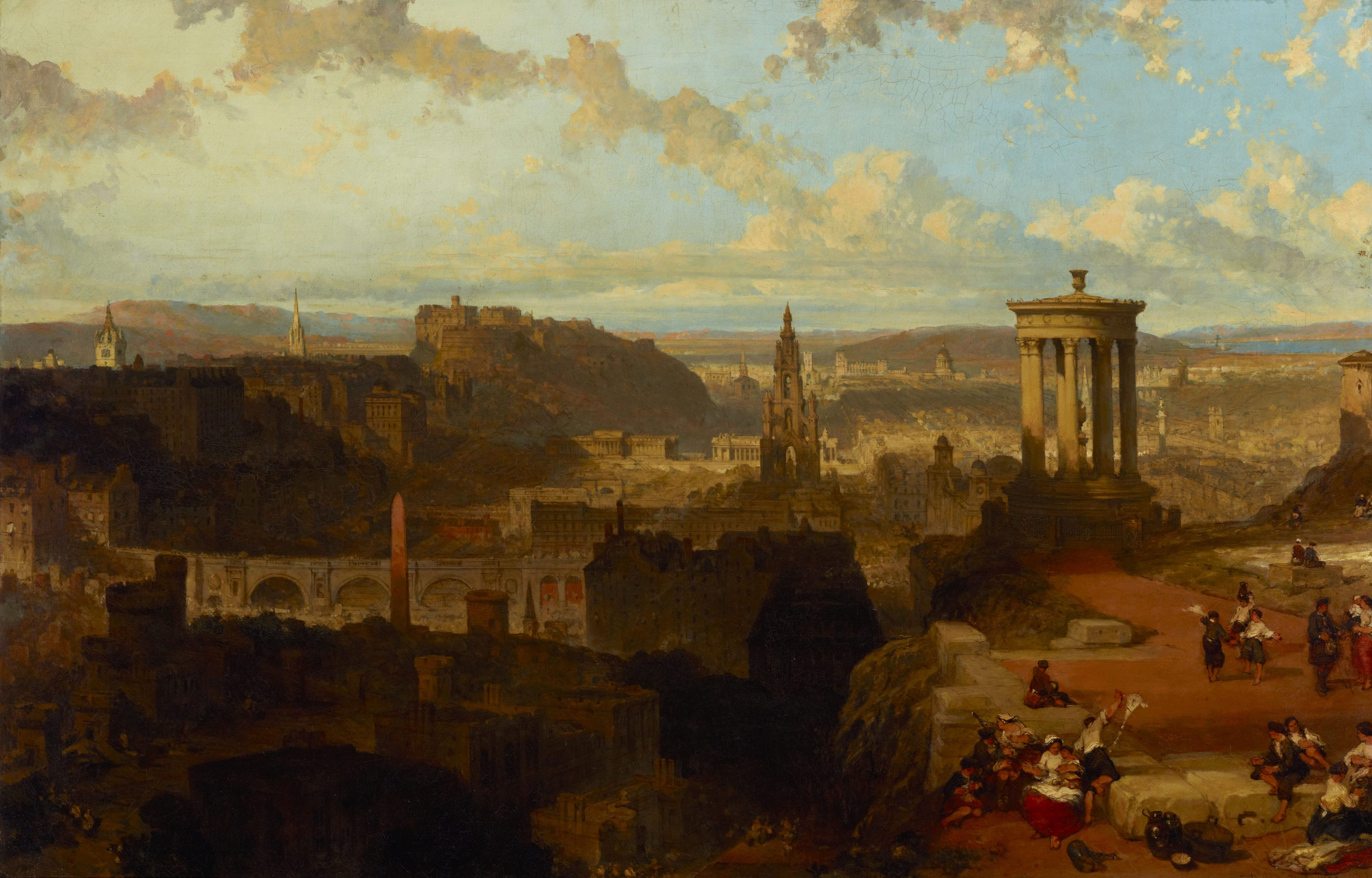
Edimburgo vista da Calton Hill (1858)